# Gouvernement Matruh
Matruh (arabisch محافظة مطروح Muhāfazat Matrūh, DMG Muḥāfaẓat Maṭrūḥ, auch Matrouh) ist ein Gouvernement in Ägypten mit 425.624 Einwohnern und liegt im Nordteil der Libyschen Wüste.
Es grenzt im Norden an das Mittelmeer, im Osten an die Gouvernements Alexandria, al-Buhaira und al-Dschiza, im Süden an das Gouvernement al-Wadi al-dschadid und im Westen an Libyen (Munizip al-Butnan). Das Verwaltungszentrum ist Marsa Matruh. Die Gemeinden untergliedern sich auf der untersten Ebene in insgesamt 54 Dörfer.

## Verwaltungsgliederung
- Karte mit allen Koordinaten:
- OSM |
- WikiMap

Matruh gliedert sich in acht Bezirke (مراكز marākiz, Singular مركز markaz), von denen alle außer Siwa Küstenanteil haben. Die Bezirke von West nach Ost, sowie als flächengrößter Bezirk mit 94.263 km² im Süden Siwa:
| Markaz              | arabisch                    | Fläche km² | Bevölkerung 1. Jan. 2010 | Anzahl Dörfer | Koordinaten            |
| ------------------- | --------------------------- | ---------- | ------------------------ | ------------- | ---------------------- |
| Sallum              | قسم السلوم                  | 4.500      | 13.913                   | 3             | ...                    |
| Barrani             | قسم سيدى برانى              | 7.500      | 36.508                   | 9             | ...                    |
| El-Negaila          | قسم النجيلة                 | 2.200      | 20.065                   | 3             | ...                    |
| Marsa Matruh        | قسم مرسى مطروح              | 13.800     | 153.785                  | 9             | 31,3528° N, 27,2361° O |
| El Dabaa            | قسم الضبعة                  | 7.800      | 38.320                   | 14            | ...                    |
| El-Alamein          | قسم مارينا العلمين السياحية | 24.500     | 10.922                   | 3             | ...                    |
| El Hamam            | قسم الحمام                  | 12.000     | 55.700                   | 7             | ...                    |
| Siwa                | قسم سيوة                    | 94.263     | 23.672                   | 6             | ...                    |
| Gouvernement Matruh | محافظة مطروح                | 166.563    | 352.885                  | 54            |                        |